# Schlacht bei Charkow (1941)
1941: Białystok-Minsk – Dubno-Luzk-Riwne – Smolensk – Uman – Kiew – Odessa – Leningrader Blockade – Wjasma-Brjansk – Charkow – Rostow – Moskau – Tula

1942: Rschew – Charkow – Ljuban/Wolchow – Kertsch/Sewastopol – Fall Blau – Kaukasus – Stalingrad – Operation Mars

1943: Woronesch-Charkow – Operation Iskra – Nordkaukasus – Charkow – Kursk – Orjol – Donez-Mius – Donbass – Belgorod-Charkow – Smolensk – Dnepr – Kiew

1944: Dnepr-Karpaten – Leningrad-Nowgorod – Krim – Wyborg–Petrosawodsk – Operation Bagration – Lwiw-Sandomierz – Jassy–Kischinew – Belgrad – Petsamo-Kirkenes – Baltikum – Karpaten – Ungarn

1945: Kurland  – Weichsel-Oder – Ostpreußen – Westkarpaten – Niederschlesien – Ostpommern – Plattensee – Oberschlesien – Wien – Oder – Berlin – Prag

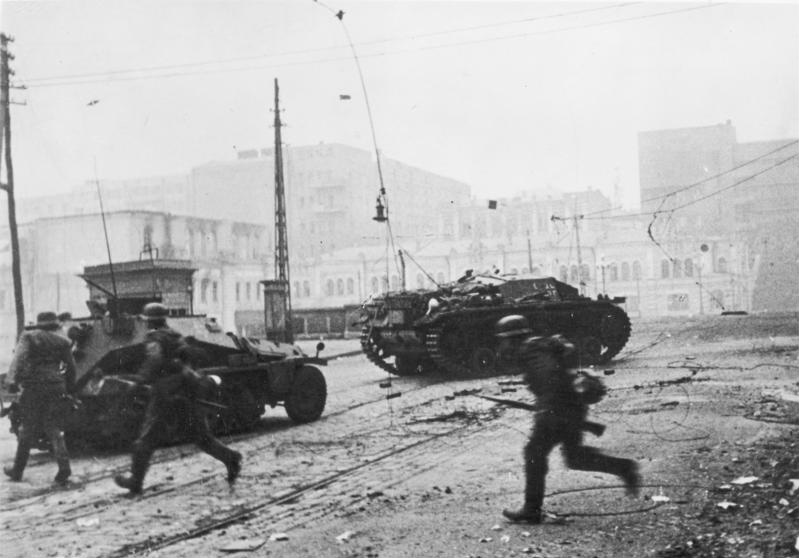
Deutsche Panzer und Infanterie bei Straßenkämpfen in der Stadt Charkow. Aufnahme vom 25. Oktober 1941

Die Erste Schlacht bei Charkow vom 20. bis 24. Oktober 1941 bezeichnet die Kämpfe während der Eroberung der ostukrainischen Stadt Charkow (Ukrainisch: Charkiw) während des Zweiten Weltkrieges in der Sowjetunion. Den Angriff auf die Stadt leitete die deutsche 6. Armee der Heeresgruppe Süd, gegenüber verteidigte die 38. Armee, als Teil der sowjetischen Südfront.

## Verlauf

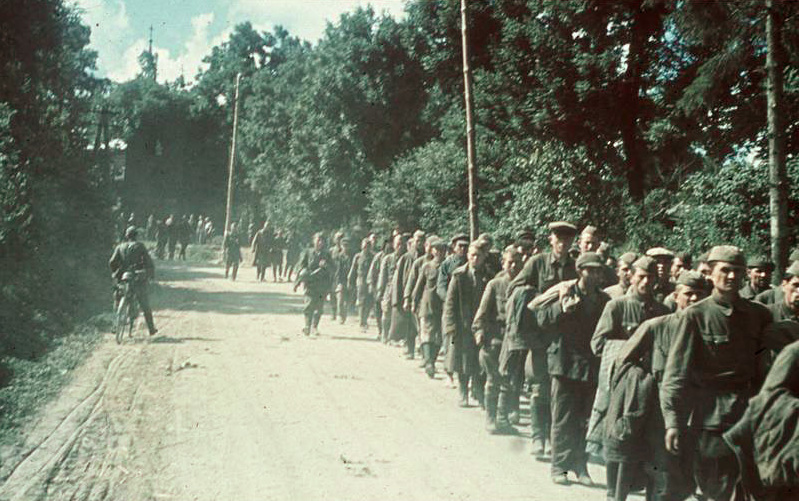
Sowjetische Kriegsgefangene bei Charkow

Am 6. Oktober begann der Angriff der deutschen 6. Armee unter General von Reichenau über Sumy und Ochtyrka in Richtung auf Belgorod und Charkow, am selben Tag folgte die Offensive der 17. Armee aus dem Raum Poltawa in Richtung auf Losowaja und Isjum zum Fluss Donez.
Der bedrohte Stadtbereich von Charkow fiel in den Verteidigungsbereich der sowjetischen 38. Armee unter Generalleutnant Zyganow. Während des deutschen Vormarsches bis zum Ende der Kämpfe um die Stadt gelang es den sowjetischen Behörden, einen großen Teil der kriegsrelevanten Betriebe zur Verlagerung in den Osten abzubauen oder diese nachhaltig zu zerstören.
Am 20. Oktober 1941 hatten die deutschen Truppen den westlichen Rand der Stadt erreicht, das LV. Armeekorps unter General der Infanterie Vierow wurde mit dem Angriff auf die Stadt betraut. Während die 101. leichte Division noch etwa sechs Kilometer westlich von Charkow stand, wurde die 57. Infanterie-Division unter General Dostler direkt auf den Südteil der Stadt angesetzt. Am 21. Oktober gelang es dem Infanterie-Regiment 217 die wichtige Brücke über den Udy nördlich Guki kampflos einzunehmen und einen Brückenkopf zu bilden.
Die Stadt selbst wurde von der sowjetischen 216. Schützen-Division (Oberst D. F. Makshanow) und der 57. NKWD-Brigade (Oberst M. G. Sokolow) verteidigt, welche ihre Stellungen am West- und Nordostteil der Stadt gut ausgebaut hatten und auch im Wald von Grigorowka konzentriert waren. Nachdem im Laufe der Kämpfe auch die 101. leichte Division unter Generalleutnant Brauner von Haydringen im Nordteil von Charkow vordrang und rechts die 100. leichte Division (General Sanne) den Vorort Nowo Bavaria genommen hatte, konnte sich die 57. Division bis 24. Oktober durch den Ostteil der Stadt durchkämpfen. Die nachrückende 239. Infanterie-Division säuberte die Stadt. Gleichzeitig rückte das XVII. Armeekorps (General Kienitz) der 6. Armee weiter nach Osten vor und errichtete am 29. Oktober bei Stary Saltow einen Brückenkopf am Donez.